# Pontrilas
Pontrilas è un villaggio nel sud dell'Herefordshire, Inghilterra, a mezzo miglio dal confine con il Galles. È nella parrocchia di Kentchurch e si trova a metà strada tra Hereford e Abergavenny. Nel 2011 il villaggio principale comprendeva 66 abitazioni residenziali e il Pontrilas Business Park.
Il nome del villaggio significa "ponte su tre fiumi", poiché il fiume Dore, il ruscello di Dulas e un altro ruscello più piccolo (che scende attraverso Dineterwood ma sembra non avere un nome specifico) si incontrano lì. La strada principale, la A465 costeggia l'ovest del villaggio.
Tra i villaggi vicini figurano: Ewyas Harold, Llangua, Dulas, Wormbridge, Kilpeck, Bagwyllydiart, Abbey Dore e Howton.

## Storia
C'è stato un insediamento nell'area almeno dal 1086 quando il borgo era chiamato Elwistone, probabilmente originato dai nomi gallesi Elwin o Helys. Nel corso dei secoli ci sono state diverse varianti del nome, ad es. Ailstone e Heliston. Quest'ultimo è il nome di una fila di case nel moderno villaggio.
Il nome Pontrilas originariamente apparteneva solo al maniero, un tempo una delle abitazioni della famiglia Baskerville, che si trova accanto al ponte sul fiume Dore, vicino a dove incontra il ruscello Dulas e un altro ruscello più piccolo. Dal 1750 il borgo fu anche contrassegnato come Pontrilas sulle mappe, con l'avvento della linea ferroviaria Newport, Abergavenny e Hereford Railway nel 1854.
La linea fu sponsorizzata dalla London and North Western Railway e la fusione con altre linee ebbe luogo nel 1860 con la West Midland Railway, che a sua volta fu rilevata per diventare la Great Western Railway che gestiva la linea dal 1863. In seguito alla costruzione della linea ferroviaria Golden Valley Railway nel 1881 il borgo crebbe di importanza e la linea chiuse nel 1898 prima di essere riaperta nel 1901 dalla GWR. Il villaggio aveva un mercato del bestiame e un pub, The Pontrilas Inn, costruito dalla famiglia Scudamore, che possiede ancora molta terra nella zona. Il pub fu bruciato negli anni '70. C'era anche una fabbrica chimica di proprietà di Wrekin Chemical Co accanto alla linea ferroviaria principale a nord del villaggio.
Dalla chiusura della stazione nel 1958, il villaggio è diminuito di importanza, anche se vanta ancora una sala d'aste e un certo numero di aziende tra cui Pontrilas Timber che è lì dal 1947, un'agenzia immobiliare e una serie di altre piccole imprese. L'ex deposito di munizioni dell'Elm Bridge della seconda guerra mondiale è ora il sito dell'area di addestramento dell'esercito di Pontrilas gestita da QinetiQ.

## Infrastrutture e trasporti
Pontrilas è servito dal servizio Stagecoach South Wales X4 che collega Hereford e Cardiff e dal servizio 321 di National Express Coaches che collega Aberdare e Bradford.
La stazione ferroviaria di Pontrilas è attualmente chiusa ma ha il potenziale per essere riaperta con servizi che richiamano passeggeri sulla Welsh Marches Line.